# Émile Raspail
Pour les articles homonymes, voir Raspail.
Émile Raspail (Paris, 7 mai 1831 - Arcueil, 9 juin 1887) est industriel et homme politique, fils de François-Vincent Raspail, chimiste biologiste et homme politique français.
Ingénieur centralien des Arts et Manufactures (Promotion 1851), Émile crée la Société Raspail en 1858 pour fabriquer et commercialiser les médicaments à base de camphre mis au point par son père. Dans les années 1870, il fait construire sa demeure à Arcueil, puis une usine sur une parcelle contigüe et une seconde de l'autre côté de la rue. Ces bâtiments existent toujours, avenue Laplace.
Conseiller municipal d'Arcueil à partir de 1870, il en devient le maire de 1878 à son décès en 1887. Son mandat est marqué par de nombreuses réalisations scolaires et sociales (notamment la crèche communale) et la construction du nouvel hôtel de ville. Il repose au cimetière du Père Lachaise (Division 19), à Paris.